# Drammen-fjord

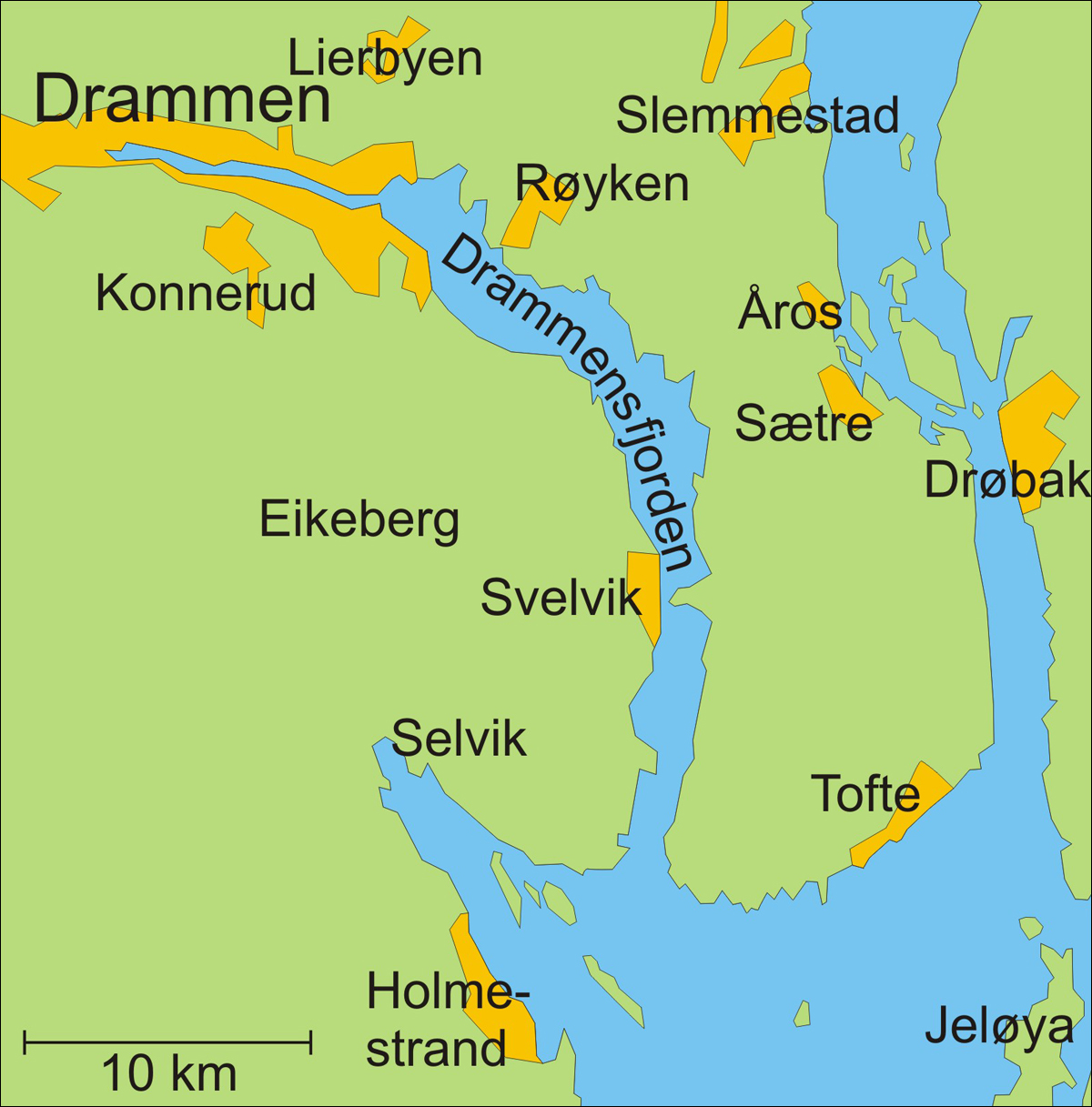
A Drammensfjord térképe

A Drammen-fjord (Drammensfjorden) fjord Norvégia déli részén, amelyik északi-északnyugati irányban ágazik ki az Ytre Oslo-fjordból Drammens település és kistérség mellett, Vestfold megye és Buskerud megye területén. A Drammenselva-folyó a fjordba torkollik. Drammen települést a fjordról nevezték el. 
A fjordot keleti részein Hurumhalvøya néven nevezik, a Hurum-félsziget után, amely elválasztja az Ytre Oslo-fjordtól. A fjord Selviknél tengerszorossá szűkül össze. A szorosban Hurum és Verket települések között autókomp közlekedik. Ezen a ponton mindössze 200 méter széles és 10 méter mély a víz. 
A víz az édesvizű folyó belefolyása miatt úgy nevezett brakkvíz, amely az édesvíznél egy fokkal sósabb vizet takar. A folyó édesvize miatt a víz itt meglehetősen tiszta, ezért medúzák is megélnek ezen a szakaszon. A mélyebben fekvő vízrétegek sósabbak, ezért ott főleg tőkehal, makréla és lepényhal él. 
A korábbi évtizedekben sokáig a környező háztartások és ipari létesítmények szennyvize tisztítatlanul ömlött a fjord vizébe, ezért emiatt alaposan megcsappant az itt élő halállomány, valamint több helyen elpusztult mélytengeri korallszirtek találhatóak a felszín alatt. Az utóbbi időben azonban a lazacok, illetve a tengeri pisztrángok ismét megjelentek a fjord vizében. 
A régi norvég időkben a Drammen-fjord mint Dramn, vagy Drofn néven vált ismertté, amely zavaros, homályos vizet jelent. A norvég sagákban Snorre Sturlarson ír arról, miképp rejtőzött el II. Knut dán király elől Szent Olav abban a fjordban, amelyet Dramnnak neveznek. Azokban az időkben még a víz szintje 4-5 méterrel magasabban volt és elborította Hokksund térségét is. 

## Fordítás
- Ez a szócikk részben vagy egészben  a   Drammensfjord című angol Wikipédia-szócikk ezen változatának fordításán alapul.  Az eredeti cikk szerkesztőit annak laptörténete sorolja fel. Ez a jelzés csupán a megfogalmazás eredetét és a szerzői jogokat jelzi, nem szolgál a cikkben szereplő információk forrásmegjelöléseként.